# طاهر العدوان
«طاهر العدوان» سياسي وكاتب أردني شغل منصب وزير دولة لشؤون الإعلام والاتصال في الأردن سابقا. حصل على بكالوريس اقتصاد من جامعه الإسكندرية عام 1974. ولد طاهر العدوان في أبو نصير/ عمان عام 1944، والده خلف عبد العزيز العدوان من مرتبات الجيش العربي استشهد في معارك 48 كفر عصيون، حصل على شهادة البكالوريوس في الاقتصاد، عمل معلماً حتى عام 1971 ثم انتقل إلى مجال الإعلام، فعمل في صحيفة الرأي والإذاعة والتلفزيون الأردني، وفي إذاعات عربية في القاهرة وبيروت، وكانت له زاوية يومية في جريدة الدستور، حتى صدور جريدة العرب اليومعام 1997 حيث عمل رئيساً لتحريرها، ومن ثم ترأس مجلس إدارة صحيفة المقر الإلكترونية، محلل و باحث سياسي في القضية الفلسطينية 
، ، واتحاد الأدباء والكتاب العرب.

## مؤلفاته
- 1.الفلسطينيون بين حربين (حرب الكاتيوشا وحصار بيروت) عمان: دار الكرمل، 1986.
- 2.وجه الزمان (رواية): عمان دار الكرمل للنشر، 1987.
- 3.حائط الصفصاف (رواية) عمان: دار الكرمل، 1990.
- 4.أنوار (رواية): صدرت في بيروت العام 2000.
- 5 المواجهة بالكتابة (من ملفاتي في السياسة والصحافة) بيروت: المؤسسة العربية للدراسات والنشر، 2017.